# Catedral del Inmaculado Corazón de María (Bo)
La Catedral del Inmaculado Corazón de María también llamada simplemente Catedral de Bo (en inglés: Cathedral of the Immaculate Heart of Mary) es un edificio religioso que pertenece a la Iglesia católica y se encuentra ubicado en la localidad de Bo  la segunda más grande en número de habitantes (por detrás de Freetown, la capital) y la mayor de la provincia del sur en el país africano de Sierra Leona.
El templo, que empezó como Iglesia parroquial y hasta 2011 tuvo la condición de procatedral, sigue el rito romano o latino y sirve como la sede de la diócesis de Bo (Dioecesis Boënsis) que fue creada en el 2011 por el papa Benedicto XVI mediante la bula Petrini ministerii. 
Está bajo la responsabilidad pastoral del obispo Charles Allieu Matthew Campbell.